# Брезје над Камником
Брезје над Камник (словен. Brezje nad Kamnikom) је насељено место у општини Камник, Средњесловенска регија, Словенија.

## Историја
До територијалне реорганизације у Словенији било је у саставу старе општине Камник.

## Становништво
У попису становништва из 2011. године, Брезје над Камником је имало 116 становника.
| Број становника према пописима | Број становника према пописима | Број становника према пописима |
| ------------------------------ | ------------------------------ | ------------------------------ |
| 1991                           | 2002                           | 2011                           |
| 56                             | 76                             | 116                            |

Напомена: До 1953. исказивано под именом Брезје. Године 2008. извршена је мала размена територија између насеља Брезје над Камник и Чрна при Камнику.

## Галерија
- детаљ
- детаљ
- капелица